# Люнель (Эро)
Люнель — коммуна в департаменте Эро на юге Франции. Люнель расположен в 21 км к востоку от Монпелье и в 28 км к юго-западу от Нима. От станции Люнель по железной дороге можно добраться до Нарбонны, Монпелье, Нима и Авиньона.